# Eosentomon minutum
Eosentomon minutum är en urinsektsart som beskrevs av Josef Nosek 1978. Eosentomon minutum ingår i släktet Eosentomon och familjen trakétrevfotingar. Inga underarter finns listade i Catalogue of Life.